# Colacus rubrofemoratus
Colacus rubrofemoratus — вид жуків родини пластинчастовусих (Scarabaeidae). Описаний у 2019 році.

## Поширення
Ендемік Бразилії. Живе у перехідній зоні між каатингою, атлантичним лісом та серрадо.